# Ориоло Романо
Ориоло Романо (итал. Oriolo Romano) је насеље у Италији у округу Витербо, региону Лацио.
Према процени из 2011. у насељу је живело 3108 становника. Насеље се налази на надморској висини од 415 м.

## Становништво
Према резултатима пописа становништва 2011. у општини је живело 3.648 становника.
| 1931. | 1936. | 1951. | 1961. | 1971. | 1981. | 1991. | 2001. | 2011. |
| ----- | ----- | ----- | ----- | ----- | ----- | ----- | ----- | ----- |
| 1.644 | 1.635 | 1.996 | 2.017 | 1.914 | 2.085 | 2.338 | 2.920 | 3.648 |

## Партнерски градови
- Saint-Bonnet
- Hawkhurst